# Convento de Santos-o-Novo

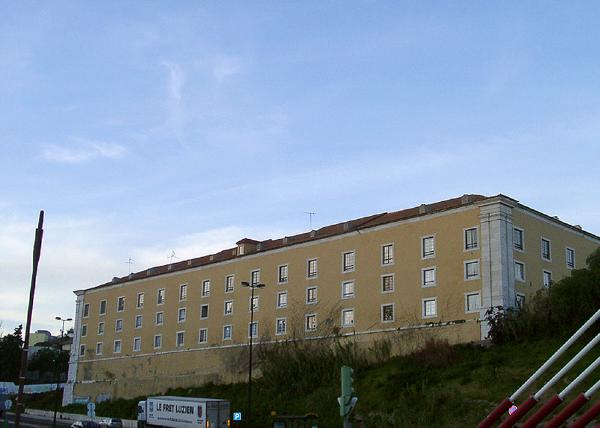
Blick auf den Convento de Santos-o-Novo

Der Convento de Santos-o-Novo ist ein ehemaliges Kloster des Santiagoordens in Lissabon.
Es wurde im 17. Jahrhundert errichtet. Beim Erdbeben von 1755 wurde es teilweise zerstört und danach wieder aufgebaut. Nach der Aufhebung der religiösen Orden im Jahr 1834 blieben die Ordensangehörigen noch bis zur Ausrufung der Ersten Republik in dem Gebäude. Dann bezog die Escola Primária Superior de D. António da Costa das zweite Geschoss, später zog das Instituto Sidónio Pais ein. 